# Љанг Вејкенг
Љанг Вејкенг (рођен 30. новембра 2000. године) је кинески играч бадминтона. Био је дио кинеског побједничког тима на Судирман купу 2023. године, а исте године је освојио бронзану медаљу у мушком дублу на Свјетском првенству Свјетске бадминтон федерације у партнерству са Вангом Чангом. Лианг и Ванг су освојили своју прву титулу као пар на Јапан Опену 2022. године.
У јуниорским дисциплинама, Љанг је био члан кинеског јуниорског тима који је освојио златне медаље на Свјетском јуниорском првенству 2018. године у Маркхаму и Јуниорском првенству Азије 2018. године у Џакарти.